# 阿尔夫·兰登
阿爾弗雷德·莫斯曼·蘭登（英語：Alfred Mossman Landon，1887年9月9日—1987年10月12日）是一名美國石油商和政治人物，在1933年至1937年期間擔任堪薩斯州第26任州長。作為共和黨成員，他是該黨在1936年美國總統選舉中的提名人，並被現任總統富蘭克林·D·羅斯福以壓倒性優勢擊敗。
蘭登出生於賓夕法尼亞州西米德爾塞克斯，童年的大部分時間在俄亥俄州瑪麗埃塔度過，後來搬到堪薩斯州。從堪薩斯大學畢業後，他成為堪薩斯州勞倫斯的一個獨立石油生產商。他的生意使他成為百萬富翁及堪薩斯州自由派共和黨人的領袖。蘭登在1932年贏得堪薩斯州州長的選舉，並在大蕭條中尋求減稅和平衡預算。他支持新政的許多成分，但批評了他認為效率低下的一些方面。
1936年，共和黨全國大會選擇蘭登作為共和黨的總統候選人。事實證明他是一個無效的競選者，在選舉中只贏得兩個州。選舉結束後，他離開州長的職位，再也沒有尋求公職。在晚年，他支持馬歇爾計劃和林登·詹森總統的偉大社會計劃。他在堪薩斯州立大學舉辦一系列講座中的第一場，現在被稱為蘭登系列講座。蘭登於1987年在堪薩斯州托皮卡逝世，享年100歲。他的女兒南希·卡斯鮑姆於1978年至1997年在美國參議院代表堪薩斯州。

## 延伸閱讀
- McCoy, Donald R. Landon of Kansas (1966) （页面存档备份，存于） standard scholarly biography
- Mayer, George H. "Alf M. Landon, as Leader of the Republican Opposition, 1937–1940." Kansas Historical Quarterly 1966 32(3): 325–333. online